# Q1 Tower
O Q1 visto da entrada
O Q1 (abreviatura de Queensland Number One) é um arranha-céu localizado em Surfers Paradise, o distrito turístico de Gold Coast, Austrália.

## Altura
Com 322.5 metros, o Q1 é o edifício residencial mais alto do mundo, quando medido até o topo do pináculo.
Q1 supera o 21st Century Tower em Dubai, Emirados Árabes Unidos como a maior torre residencial. É o 23º mais alto edifício do mundo até o topo, dominando a linha do horizonte de Gold Coast juntamente com outros edifícios, o North Tower com 220 m, parte do Circle on Cavill e o Soul com 240 m, ainda em construção.
O Eureka Tower com 297 m em Melbourne também reivindica o status de mais alto edifício da Austrália, e consequentemente o de maior edifício residencial no mundo, porque possui mais andares e uma altura até o teto maior que a do Q1.No entanto o Q1 possui um grande pináculo acima de seu teto. De acordo com o ranking do Council on Tall Buildings and Urban Habitat, o Eureka Tower é classificado como mais alto edifício em duas das cinco categorias segundo sua altura, maior altura até ao teto e mais alto andar ocupado, enquanto o Q1 é maior em outras duas categorias, altura te o pináculo e topo arquitetônico. Para comparar, o Q1 têm até o andar mais alto 235 m, 62 m abaixo do Eureka.
Mas, esses edifícios estão prestes a perder o estatuto de mais alto edifício residencial do mundo quando em 2010,quando o Princess Tower em Dubai estiver concluído,este prédio terá 414 metros de altura.

## Desenho e construção
o Q1 foi desenhado pelo Atelier SDG, e sua forma foi inspirada na tocha olímpica dos Jogos Olímpicos de Verão de 2000, e na  Opera House de Sydney. Seu nome foi dado em homenagem à equipe de  remo da Austrália em 1920s – Q1.
O edifício foi desenhado pela Sunland Group e construída pela Sunland Constructions. O edifício foi o segundo colocado na premiação Emporis Skyscraper Award em 2005, ficando atrás do Turning Torso em Malmö, na Suécia.

## Posto de observação

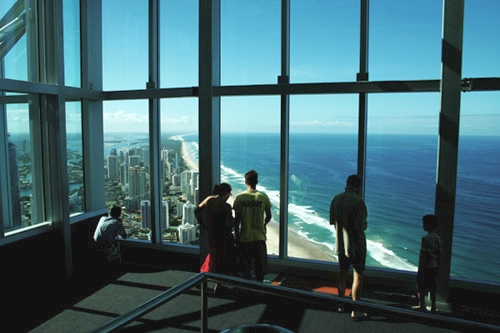
Vista do posto de observação do Q1

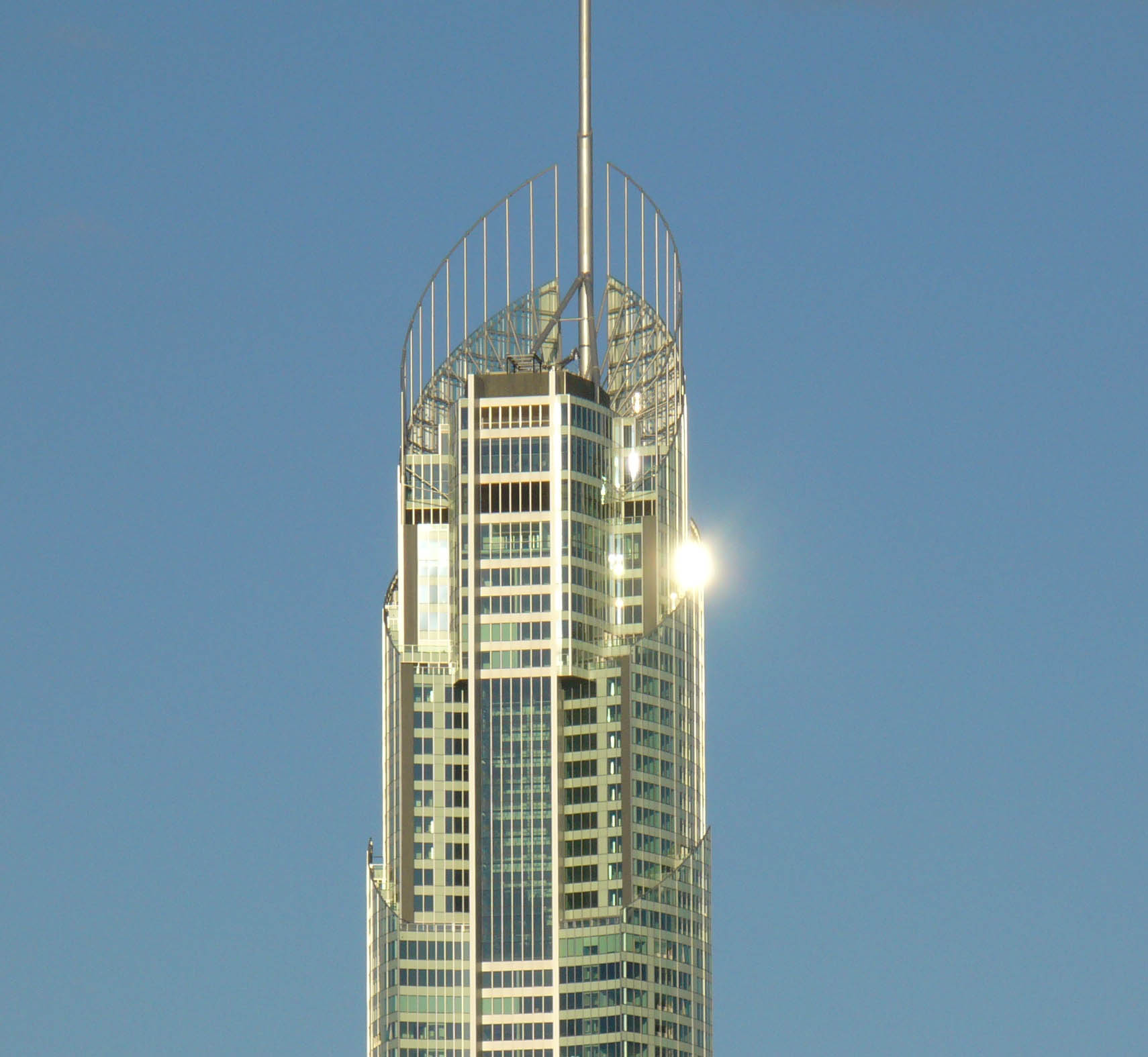
O topo do Q1 visto de outro edifício

O posto de observação nos pisos 77 e 78 é um dos poucos postos de observação no mundo com vista para o mar, e tem capacidade para 400 pessoas.